# Nery Cardozo
Nery Antonio Cardozo Escobar (Quiindy, 26 maggio 1989) è un calciatore paraguaiano, attaccante del Cristóbal Colón (JAS).

## Caratteristiche tecniche
È un attaccante valido con entrambi i piedi e bravo nel gioco aereo. Dotato di buona tecnica, è in grado di tenere palle e far salire la squadra. Solitamente viene impiegato come punta centrale nel 4-3-3.

## Carriera

### Club
Cardozo giocò per il Rubio Ñu, nella massima divisione paraguaiana. Debuttò in prima squadra nel 2009. Vi rimase per due stagione, collezionando oltre 70 presenze nel campionato paraguaiano. Passò poi in prestito ai norvegesi del Viking per l'intero campionato 2012.

## Statistiche

### Presenze e reti nei club
Statistiche aggiornate al 18 agosto 2014.
| Stagione        | Club              | Campionato      | Campionato | Campionato | Coppe nazionali | Coppe nazionali | Coppe nazionali | Coppe continentali | Coppe continentali | Coppe continentali | Supercoppe | Supercoppe | Supercoppe | Totale | Totale |
| Stagione        | Club              | Comp            | Pres       | Reti       | Comp            | Pres            | Reti            | Comp               | Pres               | Reti               | Comp       | Pres       | Reti       | Pres   | Reti   |
| --------------- | ----------------- | --------------- | ---------- | ---------- | --------------- | --------------- | --------------- | ------------------ | ------------------ | ------------------ | ---------- | ---------- | ---------- | ------ | ------ |
| 2009            | Rubio Ñu          | PD              | ?          | ?          | -               | -               | -               | -                  | -                  | -                  | -          | -          | -          | ?      | ?      |
| 2010            | Rubio Ñu          | PD              | 36         | 9          | -               | -               | -               | -                  | -                  | -                  | -          | -          | -          | 36     | 9      |
| 2011            | Rubio Ñu          | PD              | 33         | 10         | -               | -               | -               | -                  | -                  | -                  | -          | -          | -          | 33     | 10     |
| gen.-feb. 2012  | Rubio Ñu          | PD              | 1          | 0          | -               | -               | -               | -                  | -                  | -                  | -          | -          | -          | 1      | 0      |
| gen.-ago. 2012  | Viking            | ES              | 0          | 0          | CN              | 0               | 0               | -                  | -                  | -                  | -          | -          | -          | 0      | 0      |
| ago.-dic. 2012  | Rubio Ñu          | PD              | 2          | 0          | -               | -               | -               | -                  | -                  | -                  | -          | -          | -          | 2      | 0      |
| 2013            | Rubio Ñu          | PD              | 33         | 13         | -               | -               | -               | -                  | -                  | -                  | -          | -          | -          | 33     | 13     |
| Totale Rubio Ñu | Totale Rubio Ñu   | Totale Rubio Ñu | 70+        | 19+        |                 | -               | -               |                    | -                  | -                  |            | -          | -          | 70+    | 19+    |
| gen.-lug. 2014  | Olimpia           | PD              | 2          | 0          | -               | -               | -               | -                  | -                  | -                  | -          | -          | -          | 2      | 0      |
| 2014-2015       | Gimnasia La Plata | PD              | 1          | 0          | CA              | -               | -               | -                  | -                  | -                  | -          | -          | -          | 1      | 0      |
| Totale          | Totale            | Totale          | 108+       | 32+        |                 | -               | -               |                    | -                  | -                  |            | -          | -          | 108+   | 32+    |